# Agrégation de sciences physiques
AFFICHERTITRE
Ne doit pas être confondu avec Agrégation de l'enseignement du second degré (France)#Enseignement d'éducation physique.
En France, l'agrégation de physique-chimie est un concours de recrutement de professeurs de physique et chimie destinés à enseigner dans des collèges, des lycées ou dans l'enseignement supérieur.
L'agrégation externe est ouverte aux résidents français ou européens, titulaires d'un niveau bac + 5. Elle se décline en deux options (l'option Physique appliquée n'existe plus depuis 2012) :
1. option Physique ;
2. option Chimie.

L'agrégation interne est réservée aux fonctionnaires pouvant justifier de cinq années d'ancienneté au service de l'État.
L'agrégation spéciale est ouverte aux résidents français ou européens, titulaires d'un doctorat. Elle se décline en deux options :
1. option Physique ;
2. option Chimie.

## L'agrégation externe

### Épreuves
L'agrégation de physique-chimie existe dans deux options actuellement. La différence entre les deux est le poids respectif accordé à cette option et à la contre-option. Dans le cas de l'option physique, la contre-option est la chimie ; dans le cas de l'option chimie, la contre-option est la physique. Les épreuves et les coefficients suivent alors la même structure générale :
| Épreuve                   | Si option chimie | Si option physique | Durée | Coefficient |
| ------------------------- | ---------------- | ------------------ | ----- | ----------- |
| Composition option        | Chimie           | Physique           | 5 h   | 2           |
| Composition contre-option | Physique         | Chimie             | 5 h   | 2           |
| Problème option           | Chimie           | Physique           | 6 h   | 2           |

| Épreuve             | Si option chimie | Si option physique | Durée        | Coefficient |
| ------------------- | ---------------- | ------------------ | ------------ | ----------- |
| Leçon option        | Chimie           | Physique           | 4 h + 1 h 20 | 4           |
| Leçon contre-option | Physique         | Chimie             | 4 h + 1 h 20 | 3           |
| Montage option      | Chimie           | Physique           | 4 h + 1 h 20 | 3           |

Pour les épreuves d'admission, les candidats disposent d'une bibliothèque et peuvent y faire intégrer leurs propres références si elles sont autorisées et si elles restent disponibles pendant la session entière afin que l'ensemble des candidats disposent des mêmes ressources bibliographiques.
Le jury est composé d'enseignants-chercheurs (professeurs des universités et maîtres de conférences), de professeurs de classes préparatoires et d'inspecteurs (inspecteurs pédagogiques régionaux et inspecteurs généraux).

### Nombre de places par session (agrégation externe)
Le nombre de places ouvertes au concours par session est variable et fixé par un arrêté publié en général en décembre de l'année précédant le concours.
| Année    | 1990 | 1991 | 1992 | 1993 | 1994 | 1995 | 1996 | 1997 | 1998 | 1999 |
| -------- | ---- | ---- | ---- | ---- | ---- | ---- | ---- | ---- | ---- | ---- |
| Chimie   | 87   | 87   | 87   | 87   | 87   | 87   | 87   | 83   | 60   | 60   |
| Physique | 248  | 248  | 247  | 247  | 247  | 239  | 239  | 197  | 157  | 154  |

| Année    | 2000 | 2001 | 2002 | 2003 | 2004 | 2005 | 2006 | 2007 | 2008 | 2009 |
| -------- | ---- | ---- | ---- | ---- | ---- | ---- | ---- | ---- | ---- | ---- |
| Chimie   | 58   | 60   | 65   | 72   | 65   | 72   | 54   | 54   | 45   | 45   |
| Physique | 150  | 155  | 166  | 185  | 162  | 180  | 135  | 135  | 112  | 112  |

| Année    | 2010 | 2011 | 2012 | 2013 | 2014 | 2015 | 2016 | 2017 | 2018 | 2019 |
| -------- | ---- | ---- | ---- | ---- | ---- | ---- | ---- | ---- | ---- | ---- |
| Chimie   | 40   | 30   | 30   | 30   | 30   | 36   | 40   | 35   | 29   | 38   |
| Physique | 102  | 75   | 75   | 75   | 75   | 89   | 92   | 87   | 72   | 78   |

| Année    | 2020 | 2021 | 2022 | 2023 | 2024 | 2025 | 2026    | 2027    | 2028    | 2029    |
| -------- | ---- | ---- | ---- | ---- | ---- | ---- | ------- | ------- | ------- | ------- |
| Chimie   | 38   | 38   | 38   | 41   | 53   | 62   | À venir | À venir | À venir | À venir |
| Physique | 78   | 78   | 78   | 90   | 88   | 90   | À venir | À venir | À venir | À venir |

### Spécificités de l'option Chimie
Le sujet de la leçon de chimie est imposé par le jury, il est constitué d'un thème, d'un sujet et d'un élément imposé devant être traité de manière substantielle pendant la leçon. Le niveau de la leçon de chimie est cependant laissé libre (entre la L1 et la L3). Le niveau de la leçon de physique est imposé par le jury (niveau cycle terminal de l'enseignement secondaire, ou deux premières années de l'enseignement supérieur). Le montage est constitué d'un sujet imposé et d'un protocole imposé par le jury, souvent décorrélé du sujet. 
Pour ces trois épreuves, le candidat a 4 heures de préparation aidé par une bibliothèque d'ouvrages de référence, il expose ensuite pendant 40 minutes sa leçon puis est interrogé par le jury pendant 40 minutes. L'épreuve de montage est présentée pendant 1h20 au maximum tout en étant interrogé par le jury. À la fin de la leçon de physique, le jury pose une question au candidat, ayant trait aux valeurs de la république dans le cadre de l'enseignement (la question de laïcité). Une discussion s'ensuit. Il est tenu compte de la réponse à la question et de la discussion dans la note finale décernée par le jury.
Les épreuves orales se déroulent au sein du lycée d'Arsonval (Saint-Maur-des-Fossés).

### Spécificités de l'option Physique
Pour ces trois épreuves le candidat a 4 heures de préparation, il expose ensuite pendant 50 minutes sa leçon (40 minutes pour le montage) puis est interrogé pendant 20 minutes par le jury. À partir de la session 2011, l'épreuve « agir en fonctionnaire de l'État et de manière éthique et responsable » a été intégrée à l'épreuve de chimie pour 25 % de la note. 15 points sont consacrés à la leçon et 5 à l'entretien « agir en fonctionnaire de l'État ». Cette épreuve a donc un coefficient 1 et la leçon de chimie un coefficient 3.
L'épreuve « agir en fonctionnaire de l'État » se déroule en 10 min de présentation du candidat sur une activité pédagogique issue de la leçon qui vient d'être traitée. Puis le jury pose des questions sur la sécurité de l'activité expérimentale réalisée par le candidat, sur le règlement des établissements de l'éducation nationale, etc. Autant la partie « leçon » de l'épreuve se fonde sur les connaissances du savoir établi par la communauté des chimistes, autant la partie « agir en fonctionnaire de l'État » s'appuie sur le point de vue (éthique ou pédagogique) des membres du jury, mis à part les textes réglementaires pour lesquels il existe une référence.
Les épreuves orales se déroulent au sein du lycée Marcelin-Berthelot (Saint-Maur-des-Fossés).

### Option Physique appliquée
Déroulement des épreuves : le concours est composé de trois épreuves écrites d'admissibilité : 
- la composition de physique (5 heures, coefficient 2) ;
- la composition d'électronique, électrotechnique et automatique (5 heures, coefficient 2) ;
- le problème d'électronique électrotechnique et automatique (6 heures, coefficient 2).

L'épreuve d'admission est constituée de trois épreuves orales : Le candidat devra soutenir une leçon de physique (coefficient 3), une leçon d'électronique ou d'électrotechnique (coefficient 4) et un montage d'électronique ou électrotechnique (coefficient 3). Pour la leçon de spécialité et le montage : le candidat ayant eu une leçon d'électronique aura forcément un montage en électrotechnique et vice versa.
Le sujet et le niveau de la leçon sont imposés. Le montage est tiré au sort parmi les sujets proposés. Le niveau est libre.
Pour ces trois épreuves le candidat a 4 heures de préparation, il expose ensuite pendant 50 minutes sa leçon ou son montage puis est interrogé par le jury en ce qui concerne la leçon. Le candidat dispose d'une bibliothèque et ces épreuves orales se déroulent à l'École normale supérieure de Cachan au département EEA (Cachan).
Le jury : il est composé de professeurs des universités, de maîtres de conférences, de professeurs de classes préparatoires.
Cette option du concours de l'agrégation n'a plus été ouverte après la session de 2011.
Nombre de places au concours de la session 2012 : 0
Nombre de places au concours de la session 2011 : 12
Nombre de places au concours de la session 2010 : 16
Nombre de places au concours de la session 2009 : 16

## L'agrégation interne
Les textes de ce concours sont résumés dans les rapports du jury.

### Option Physique-Chimie

#### Épreuves écrites
Déroulement des épreuves : le concours est composé de deux épreuves écrites d'admissibilité :
- la composition de physique (5 heures) (coef 1);
- la composition de chimie (5 heures) (coef 1).

#### Épreuves orales
L'épreuve d'admission est constituée de deux épreuves orales :

##### Jusqu'à la session 2012
Jusqu'à la session 2012, le candidat devait présenter une leçon de physique ou de chimie suivie de questions du jury et un montage de chimie ou de physique incluant des questions du jury.
Le sujet et le niveau de la leçon sont imposés.
Le montage est à choisir parmi deux sujets proposés. Le niveau est libre.
Pour l'épreuve de leçon, le candidat a 4 heures de préparation, il expose ensuite pendant 50 minutes sa leçon  puis est interrogé par le jury. Cette interrogation supposée durer 30 min se limite dans les faits à 20 min, le jury se laissant 10 min pour délibérer, et ce temps est pris sur la durée de l'épreuve.
Le candidat dispose d'une bibliothèque et peut utiliser ses propres références si elles sont autorisées.
Pour l'épreuve de montage, le candidat dispose également de 4 heures de préparation. Il présente ensuite quelques expériences (souvent trois) au jury qui en débat en temps réel. L'ensemble de cet exercice dure 1 h 20.
Dans les deux cas, l'épreuve est publique. Le jury limite généralement le nombre de personnes pouvant assister à l'épreuve (par exemple à cinq personnes). Celles-ci entrent en même temps que le jury et sortent en même temps que les candidats, le jury restant dans la salle pour délibérer.

##### À partir de la session 2013
L'épreuve de montage (coef 1) est conservée comme décrite ci-dessus, mais l'épreuve de leçon est remplacée, par l'arrêté du 10 février 2012, par une épreuve (coef 1) plus professionnelle décrite ainsi :
«  
Exposé consistant en une présentation d'un concept et son exploitation pédagogique.
Cette épreuve s'appuie sur les contenus d'enseignement à tous les niveaux du collège et du lycée, classes post-baccalauréat comprises.  »
Le détail de cette épreuve est donné sur le site officiel de l'agrégation interne :
« 
Structure de l’épreuve : l’épreuve est constituée d’un exposé par le candidat, d’une durée maximale de 50 minutes, suivi d’un entretien avec le jury, d’une durée maximale de 30 minutes. L’exposé du candidat comporte deux parties successives, d’importance équivalente, qui lui permettent de mettre en valeur ses compétences professionnelles : 
- une partie relative au concept scientifique, développée au moins en partie à un niveau post-baccalauréat ;
- une partie relative à un aspect pédagogique de l’enseignement, au collège ou au lycée, de notions relatives à ce concept.

Partie relative au concept scientifique
Dans cette partie, le candidat met en valeur ses compétences disciplinaires en présentant à la fois sa vision d’ensemble du sujet et en développant un point particulier, de son choix, à un niveau post-baccalauréat. Cette présentation synthétique peut prendre la forme d’un plan séquencé, d’un schéma conceptuel, d’une carte mentale, etc. permettant de situer la thématique scientifique et d’en aborder divers aspects, du fondamental aux applications. Le candidat doit être en mesure d’apporter des éclaircissements sur l’ensemble des points abordés dans son exposé. 
Partie relative à un aspect pédagogique de l’enseignement du concept
Dans cette partie, le candidat met en valeur ses compétences pédagogiques et didactiques. Il peut par exemple choisir : 
- de proposer et d'analyser une séquence d’enseignement ;
- d’étudier l’évolution de la présentation du concept du collège au lycée ;
- d’aborder la problématique de l’évaluation ;
- etc.

L’ordre de présentation de ces deux parties est laissé au choix du candidat. L’illustration expérimentale est naturellement possible dans chacune des parties. L’entretien porte sur les deux parties ; il vise à la fois à compléter l’évaluation des qualités pédagogiques et didactiques, de la maîtrise des connaissances scientifiques et de la culture scientifique et technologique du candidat.  »

#### Composition du jury
Le jury est composé de professeurs des universités, de maîtres de conférences, de professeurs de classes préparatoires et d'inspecteurs d'académie de sciences physiques.
|                  | 2005 | 2006 | 2007 | 2008 | 2009 | 2010 | 2011 | 2012 | 2013 | 2014 | 2015 | 2016 | 2017 | 2018 | 2019 | 2020 | 2021 |
| Nombre de postes | 52   | 45   | 45   | 45   | 45   | 45   | 35   | 35   | 40   | 35   | 40   | 42   | 44   | 44   | 42   | 45   | 49   |

### Préparation des candidats
Les candidats qui se présentent ont préparé le concours dans différentes conditions. Le droit du travail français permet de cumuler au plus 120 heures de droit individuel à la formation (DIF). Ce volume horaire n'est pas suffisant pour préparer un tel concours et les candidats qui se préparent sérieusement se rabattent sur des préparations qui ont un coût dont ils supportent eux-mêmes une partie.
Les conditions idéales sont celles d'un congés formation et d'une préparation dans un centre de préparation. Le mieux est que ce centre s'appuie sur les ressources de préparation à l'agrégation externe (laboratoires, bibliothèques, formateurs, personnel technique) comme c'est le cas par exemple à l’École normale supérieure de Lyon.
La préparation en plus de son emploi du temps de professeur de lycée ou collège est possible mais nécessite d'être proche d'un centre de préparation. L’entraînement aux épreuves orales nécessitant des laboratoires dûment équipés.